# Wilhelm von Cabestany

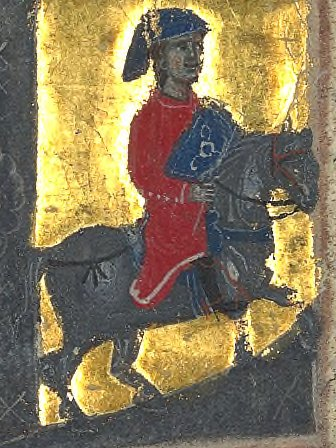
Wilhelm von Cabestany, Buchmalerei

Wilhelm von Cabestany (katalanisch Guillem de Cabestany oder okzitanisch Guilhem de Cabestanh; * um 1160; † nach 1212) war ein okzitanischer Ritter und Trobador.

## Leben
Historische Fakten zum Leben Wilhelm von Cabestanys liegen nicht vor; sein Geburtsort könnte der Ort Cabestany im Roussillon gewesen sein. Als sein Vater wird manchmal Arnau de Cabestany, ein Kleinadliger aus der Region, genannt. Einem Text aus dem Jahr 1534 zufolge soll er an der Seite von Peter II. von Aragón in der Schlacht bei Las Navas de Tolosa (1212) gekämpft haben. Danach verliert sich seine Spur.

## Werk
Von den insgesamt 9 der Wilhelm von Cabestany zugeschriebenen Liebeskanzonen gelten 7 als authentisch; bei den beiden anderen ist die Autorschaft umstritten. Der provençalische Dichter und Philologe François-Juste-Marie Raynouard, der Wiederentdecker der mittelalterlich-provençalischen Literatur, veröffentlichte im Jahr 1816 einige seiner Gedichte in seinem einflussreichen Werk Choix des poésies originales des troubadours.

## „Das verspeiste Herz“(Le Cœur mangé)

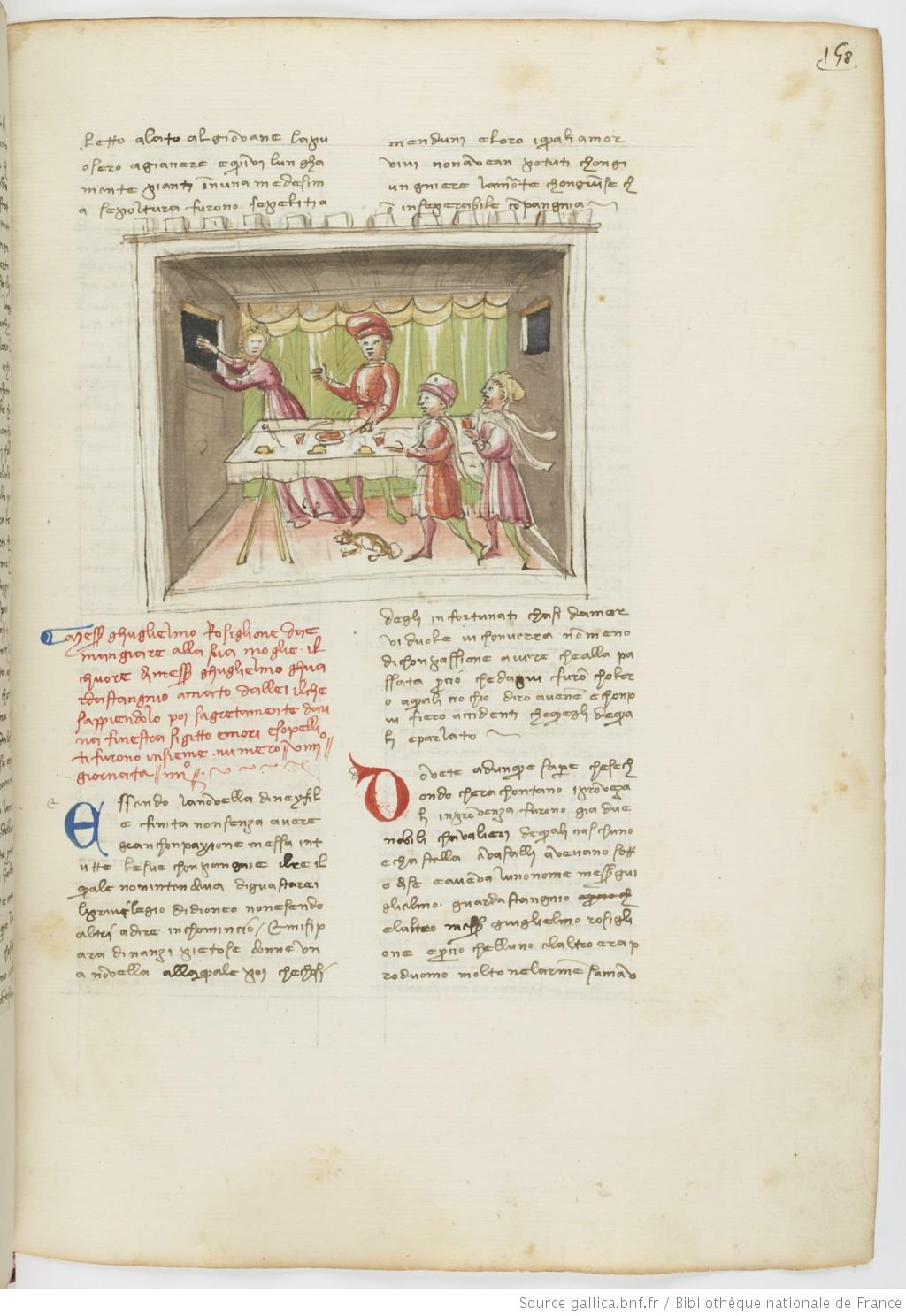
Darstellung aus der italienischen Novellensammlung Decamerone. Hier stürzt sich die Frau aus dem Fenster

Berühmt und literarisch äußerst fruchtbar war die seit dem 12. Jahrhundert überlieferte Legende vom verspeisten Herzen, die später von vielen Autoren aufgegriffen und variiert wurde. Ihr zufolge tötete ein Mann den Liebhaber (amant) seiner Frau und gab dieser heimlich das Herz ihres Liebhabers zu essen; nach dem Mahle eröffnete er ihr, was geschehen war, und präsentierte ihr den abgetrennten Kopf des Liebhabers, woraufhin sie sich aus dem Fenster stürzte.
Diese Geschichte findet sich bereits im Werk Tristan und Isolde von Thomas d’Angleterre aus der Zeit um 1170. Kurze Zeit später nahm sie auch Wilhelm von Cabestany auf und verwendete sie in seinen Gedichten. Er soll – als Liebhaber Sorimondas, der Frau des Grafen Raimon – selbst Opfer eines ähnlichen Mordanschlags geworden sein.
Auch in der Novellensammlung Decamerone ist eine Variation der Geschichte (4.9; vierter Tag, neunte Erzählung) enthalten. Der italienische Autor Giovanni Boccaccio betont in seiner Version jedoch die Enttäuschung des Ehemannes über den Verrat seines Freundes, der zum Liebhaber der Frau wurde. Die Rache beinhaltet hier nicht nur die Tötung des Freundes, sondern dessen finale Entmenschlichung durch den Kannibalismus der Frau an ihrem ehemaligen Geliebten.